# Stopniczanka
 Stopniczanka (Pobocznica) – struga, prawobrzeżny dopływ Sanicy o długości 15,7 km.
Płynie w województwie świętokrzyskim przez teren gminy Stopnica. Źródła Stopniczanki leżą na Pogórzu Szydłowskim, jedno z nich znajduje się w Konarach. 
Dolinę Stopniczanki porastają głównie łąki oraz niewielkie skupiska leśne. W wodach strugi żyją płoć, okoń i szczupak. Szerokość koryta wynosi od 2 do 12 m, a głębokość koryta od 0,3 do 2 m. Dno strugi jest kamieniste, muliste bądź piaszczyste.